# بالديسكي
بالديسكي هي بلدة وميناء بحري تقع على بحر البلطيق شمال شرق إستونيا.